# Virbia punctata
Virbia punctata är en fjärilsart som beskrevs av Druce 1911. Virbia punctata ingår i släktet Virbia och familjen björnspinnare. Inga underarter finns listade i Catalogue of Life.